# Ondenval
Ondenval (en allemand Niedersteinbach) est un village de la commune belge de Waimes situé en Région wallonne dans la province de Liège.

## Curiosités

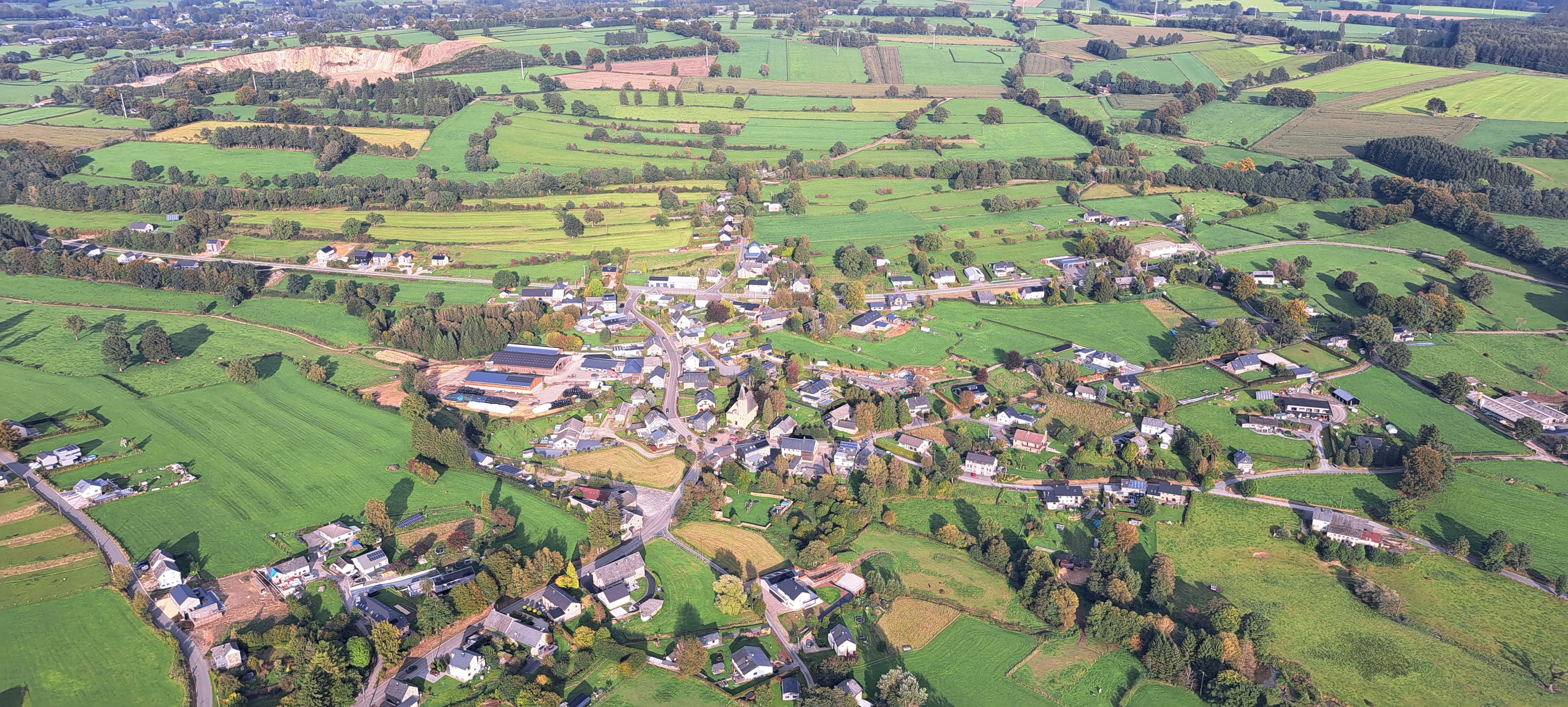

Église St. Donat (1925), architecte Henry Cunibert. L'édifice subit des dommages lors d'un incendie en 1956.

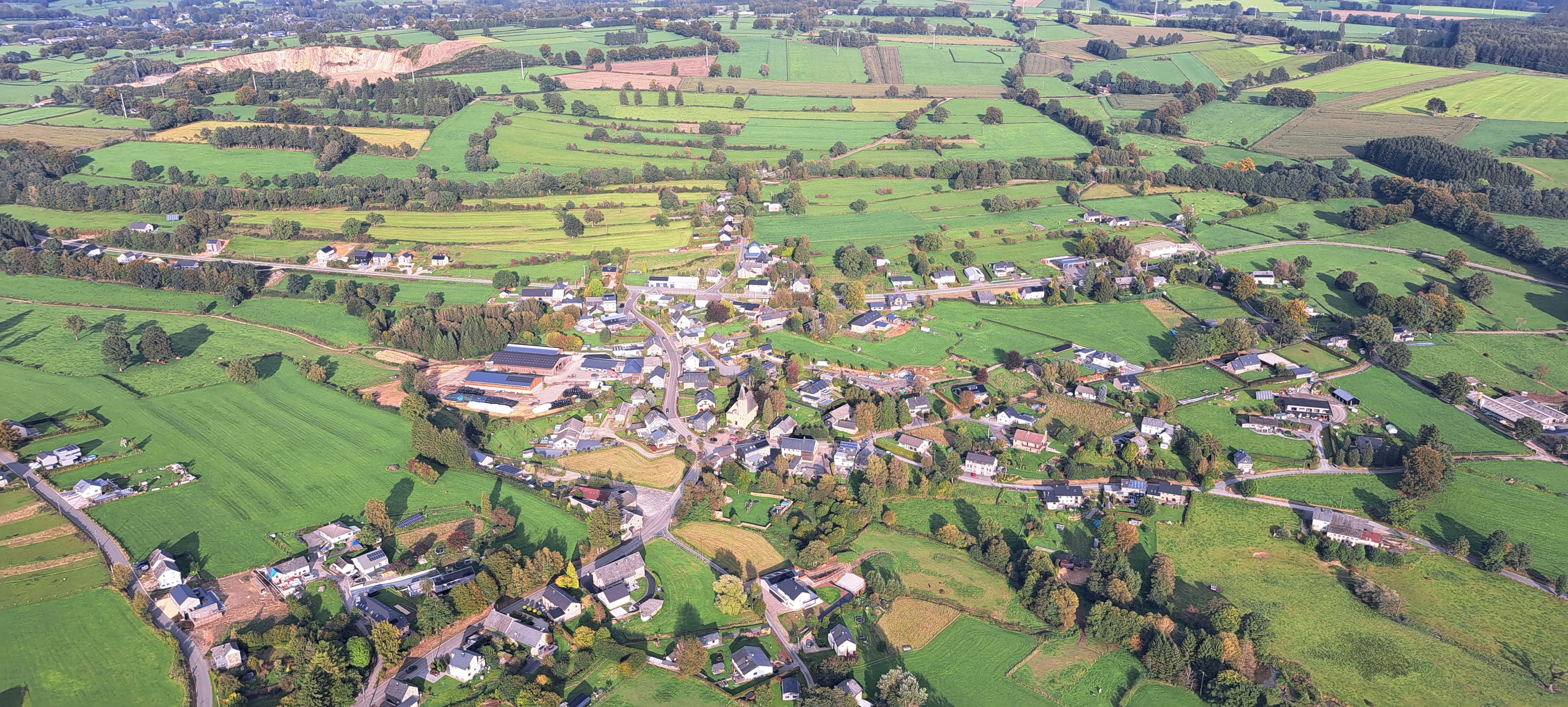
Vue du ciel à l'automne 2023

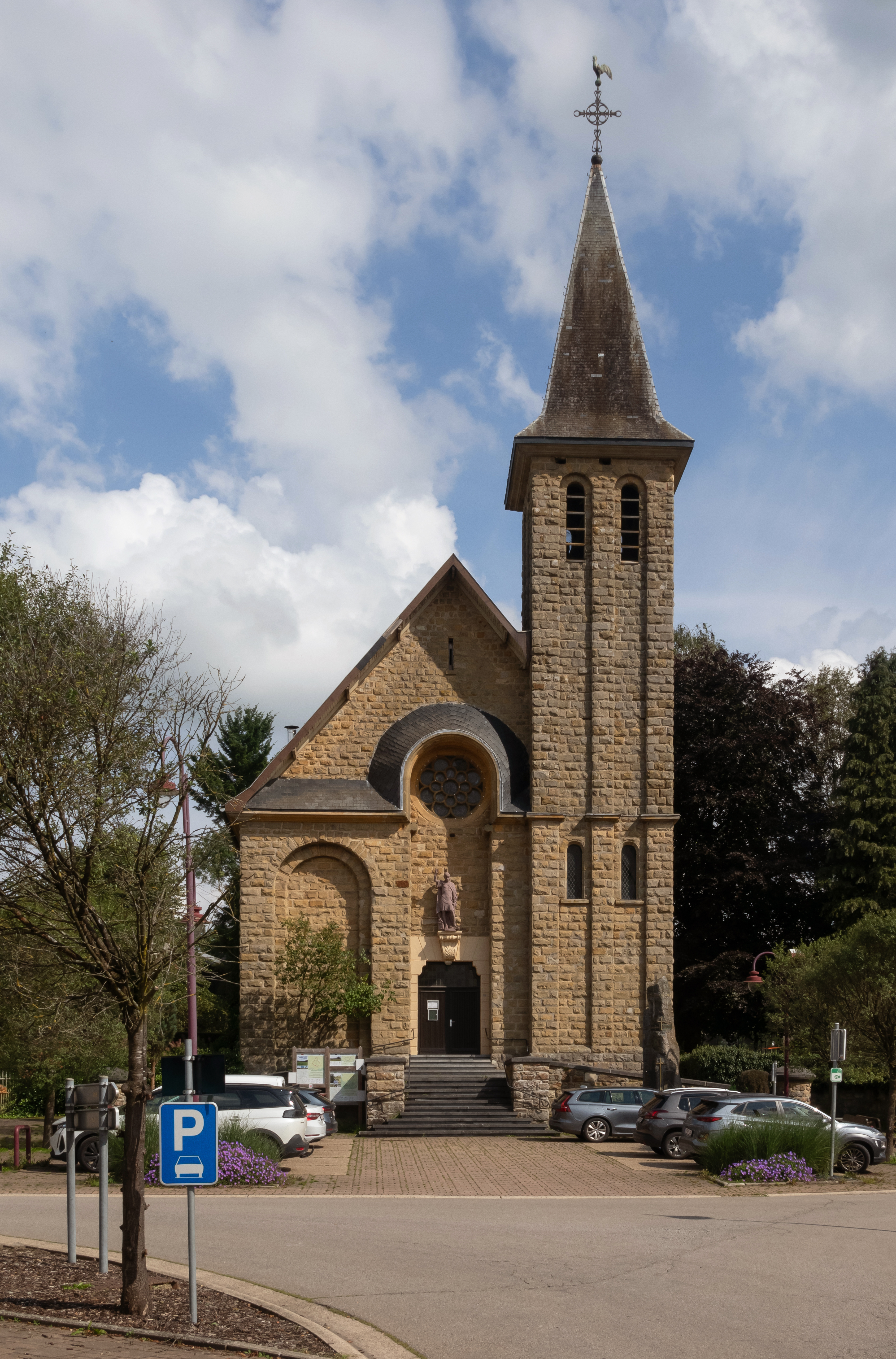
L'église Saint Donat